# Гундоров, Никита Григорьевич
Князь Никита Григорьевич Гундоров — голова, наместник и воевода во времена правления Ивана IV Васильевича Грозного.
Из княжеского рода Гундоровы. Старший сын князя Гундорова Григория Андреевича по прозванию "Хромой" и княгини Марии. Имел братьев, князей: постельничего Ивана, наместника и воеводу Силу Григорьевичей.

## Биография
В 1543 году голова в Сторожевом полку в Великих Луках. В 1550 году записан в Дворовой тетради из «Стародубских князей». В августе 1554 года вместе с другими воеводами прислан к Государю от воеводы Головина из Астрахани в Москву с известием. В 1559 году второй полковой голова в Передовом полку под Вильяном при боярине и князе Курбском. В 1562 году 2-й воевода полка левой руки в походе из Юрьева в Тарвас против литовцев. В 1562-1563 годах голова в Полоцком походе. В январе 1563 года оставлен в Великих Луках для защиты, 2-м воеводою сторожевого полка. В 1564 году в сторожевом полку 2-й воевода в походе из Великих Лук под Озерище, а по "крымским вестям" велено ему идти в Одоев, откуда сходиться с большими воеводами и быть воеводою Сторожевого полка с князем Шуйским, а потом отправлен в Тулу и указано быть ему в походе с князем Мстиславским. В 1564-1565 годах воевода в Почепе и Одоеве. В октябре 1565 года послан под Озерище вторым воеводой Сторожевого полка, в ноябре город взяли. В мае 1566 года второй воевода в Одоеве, откуда по "литовским и крымским вестям" велено сходиться с другими воеводами на берегу Оки и быть там воеводою Сторожевого полка, а по тайной росписи велено ему идти с берега на встречу Государю в числе воевод Большого полка.  В 1565-1566 годах ходил в Земский двор. В апреле 1566 года упоминается в поручной записи бояр, ручавшихся за князя Михаила Ивановича Воротынского, что он никуда не отъедет. В 1568 году отправлен в Астрахань прибавычным воеводою, ждать прихода турок и крымцев. В 1569 году второй воевода Передового полка в походе против литовцев.
Упоминается, как дворянин 1-й статьи: на Земском соборе (25 июня — 2 июля 1566) и в приговоре о походе войной на Польшу и ответной боярской грамоте послам Стефана Батория (2 июля 1566).
В 1558 году князь Ф. А. Гундоров поделил свою вотчину — сёла Всегодичи, Юрьевское и Залесье в Стародубе Ряполовском — между братьями: Силой и Никитой Григорьевичами, которые царь Иван Грозный выменял у них, и братья получили сёла Антилохово, Меховицы и Зименки в Ковровском и Шуйском уездах. Сделал 03 января 1567 года вклад в 50 рублей в Троице-Сергиев монастырь по князю Ивану Золотому-Оболенскому.
По родословной росписи показан бездетным.